# Milpa Alta (Cidade do México)
Milpa Alta é uma demarcação territorial da Cidade do México, situada na parte sudeste da capital mexicana. Possuía em 2015 uma população de 137.927 habitantes, distribuída em uma área de 288 km². Faz fronteira com Tláhuac e Xochimilco a norte e com Tlalpan a oeste.
A demarcação tomou seu nome da Villa de Nuestra Señora de la Asunción de Milpa Alta, uma comunidade fundada por frades franciscanos no século XVI. A palavra milpa é proveniente do vocábulo náuatle milpan, um termo usado para designar qualquer campo cultivado.